# Dane Zajc
Dane Zajc (26. října 1929 Zgornja Javoršica u Moravče – 20. října 2005 Golnik) byl slovinský básník, dramatik a spisovatel.

## Život
Své první básně zveřejňoval (1948) jako knihovník v jedné z dětských knihoven v Lublani. Byl pokládán za nejvýraznějšího slovinského básníka a dramatika své doby. Ve své vlasti získal všechny známé literární ceny. Jeho knihy byly přeloženy do mnoha jazyků. Několik let také vedl slovinskou sekci PEN klubu.

## Dílo

### Básnické sbírky
- Požgana trava (1958)
- Jezik iz zemlje (1961)
- Ubijavci kač (1968)
- Glava sejavka (1971)
- Rožengruntar (1974)
- Si videl (1979)
- Zarotitve (1985)

### Dramata
- Otroka reke (1963)
- Potohodec (1971)
- Voranc (1978)
- Mlada breda (1981)
- Kalevala (1986)
- Medeja (1988)
- Grmače (1994)